# Seznam avstro-ogrskih polkov
Seznam avstro-ogrskih polkov.

## Pehotni
- 1. pehotni polk (Avstro-Ogrska)
- 2. pehotni polk (Avstro-Ogrska)
- 3. pehotni polk (Avstro-Ogrska)
- 4. pehotni polk (Avstro-Ogrska)
- 5. pehotni polk (Avstro-Ogrska)
- 6. pehotni polk (Avstro-Ogrska)
- 7. pehotni polk (Avstro-Ogrska)
- 8. pehotni polk (Avstro-Ogrska)
- 9. pehotni polk (Avstro-Ogrska)
- 10. pehotni polk (Avstro-Ogrska)
- 11. pehotni polk (Avstro-Ogrska)
- 12. pehotni polk (Avstro-Ogrska)
- 13. pehotni polk (Avstro-Ogrska)
- 14. pehotni polk (Avstro-Ogrska)
- 15. pehotni polk (Avstro-Ogrska)
- 16. pehotni polk (Avstro-Ogrska)
- 17. pehotni polk (Avstro-Ogrska)
- 18. pehotni polk (Avstro-Ogrska)
- 19. pehotni polk (Avstro-Ogrska)
- 20. pehotni polk (Avstro-Ogrska)
- 21. pehotni polk (Avstro-Ogrska)
- 22. pehotni polk (Avstro-Ogrska)
- 23. pehotni polk (Avstro-Ogrska)
- 24. pehotni polk (Avstro-Ogrska)
- 25. pehotni polk (Avstro-Ogrska)
- 26. pehotni polk (Avstro-Ogrska)
- 27. pehotni polk (Avstro-Ogrska)
- 28. pehotni polk (Avstro-Ogrska)
- 29. pehotni polk (Avstro-Ogrska)
- 30. pehotni polk (Avstro-Ogrska)
- 31. pehotni polk (Avstro-Ogrska)
- 32. pehotni polk (Avstro-Ogrska)
- 33. pehotni polk (Avstro-Ogrska)
- 34. pehotni polk (Avstro-Ogrska)
- 35. pehotni polk (Avstro-Ogrska)
- 37. pehotni polk (Avstro-Ogrska)
- 38. pehotni polk (Avstro-Ogrska)
- 39. pehotni polk (Avstro-Ogrska)
- 40. pehotni polk (Avstro-Ogrska)
- 41. pehotni polk (Avstro-Ogrska)
- 42. pehotni polk (Avstro-Ogrska)
- 43. pehotni polk (Avstro-Ogrska)
- 44. pehotni polk (Avstro-Ogrska)
- 45. pehotni polk (Avstro-Ogrska)
- 46. pehotni polk (Avstro-Ogrska)
- 47. pehotni polk (Avstro-Ogrska)
- 48. pehotni polk (Avstro-Ogrska)
- 49. pehotni polk (Avstro-Ogrska)
- 50. pehotni polk (Avstro-Ogrska)
- 51. pehotni polk (Avstro-Ogrska)
- 52. pehotni polk (Avstro-Ogrska)
- 53. pehotni polk (Avstro-Ogrska)
- 54. pehotni polk (Avstro-Ogrska)
- 55. pehotni polk (Avstro-Ogrska)
- 56. pehotni polk (Avstro-Ogrska)
- 57. pehotni polk (Avstro-Ogrska)
- 58. pehotni polk (Avstro-Ogrska)
- 59. pehotni polk (Avstro-Ogrska)
- 60. pehotni polk (Avstro-Ogrska)
- 61. pehotni polk (Avstro-Ogrska)
- 62. pehotni polk (Avstro-Ogrska)
- 63. pehotni polk (Avstro-Ogrska)
- 64. pehotni polk (Avstro-Ogrska)
- 65. pehotni polk (Avstro-Ogrska)
- 66. pehotni polk (Avstro-Ogrska)
- 67. pehotni polk (Avstro-Ogrska)
- 68. pehotni polk (Avstro-Ogrska)
- 69. pehotni polk (Avstro-Ogrska)
- 70. pehotni polk (Avstro-Ogrska)
- 71. pehotni polk (Avstro-Ogrska)
- 72. pehotni polk (Avstro-Ogrska)
- 73. pehotni polk (Avstro-Ogrska)
- 74. pehotni polk (Avstro-Ogrska)
- 75. pehotni polk (Avstro-Ogrska)
- 76. pehotni polk (Avstro-Ogrska)
- 77. pehotni polk (Avstro-Ogrska)
- 78. pehotni polk (Avstro-Ogrska)
- 79. pehotni polk (Avstro-Ogrska)
- 80. pehotni polk (Avstro-Ogrska)
- 81. pehotni polk (Avstro-Ogrska)
- 82. pehotni polk (Avstro-Ogrska)
- 83. pehotni polk (Avstro-Ogrska)
- 84. pehotni polk (Avstro-Ogrska)
- 85. pehotni polk (Avstro-Ogrska)
- 86. pehotni polk (Avstro-Ogrska)
- 87. pehotni polk (Avstro-Ogrska)
- 88. pehotni polk (Avstro-Ogrska)
- 89. pehotni polk (Avstro-Ogrska)
- 90. pehotni polk (Avstro-Ogrska)
- 91. pehotni polk (Avstro-Ogrska)
- 92. pehotni polk (Avstro-Ogrska)
- 93. pehotni polk (Avstro-Ogrska)
- 94. pehotni polk (Avstro-Ogrska)
- 95. pehotni polk (Avstro-Ogrska)
- 96. pehotni polk (Avstro-Ogrska)
- 97. pehotni polk (Avstro-Ogrska)
- 98. pehotni polk (Avstro-Ogrska)
- 99. pehotni polk (Avstro-Ogrska)
- 101. pehotni polk (Avstro-Ogrska)
- 102. pehotni polk (Avstro-Ogrska)
- 103. pehotni polk (Avstro-Ogrska)
- 104. pehotni polk (Avstro-Ogrska)
- 105. pehotni polk (Avstro-Ogrska)
- 106. pehotni polk (Avstro-Ogrska)
- 107. pehotni polk (Avstro-Ogrska)
- 108. pehotni polk (Avstro-Ogrska)
- 109. pehotni polk (Avstro-Ogrska)
- 110. pehotni polk (Avstro-Ogrska)
- 111. pehotni polk (Avstro-Ogrska)
- 112. pehotni polk (Avstro-Ogrska)
- 113. pehotni polk (Avstro-Ogrska)
- 114. pehotni polk (Avstro-Ogrska)
- 115. pehotni polk (Avstro-Ogrska)
- 116. pehotni polk (Avstro-Ogrska)
- 117. pehotni polk (Avstro-Ogrska)
- 118. pehotni polk (Avstro-Ogrska)
- 119. pehotni polk (Avstro-Ogrska)
- 120. pehotni polk (Avstro-Ogrska)
- 121. pehotni polk (Avstro-Ogrska)
- 122. pehotni polk (Avstro-Ogrska)
- 123. pehotni polk (Avstro-Ogrska)
- 124. pehotni polk (Avstro-Ogrska)
- 125. pehotni polk (Avstro-Ogrska)
- 126. pehotni polk (Avstro-Ogrska)
- 127. pehotni polk (Avstro-Ogrska)
- 128. pehotni polk (Avstro-Ogrska)
- 129. pehotni polk (Avstro-Ogrska)
- 130. pehotni polk (Avstro-Ogrska)
- 131. pehotni polk (Avstro-Ogrska)
- 132. pehotni polk (Avstro-Ogrska)
- 133. pehotni polk (Avstro-Ogrska)
- 134. pehotni polk (Avstro-Ogrska)
- 135. pehotni polk (Avstro-Ogrska)
- 136. pehotni polk (Avstro-Ogrska)
- 137. pehotni polk (Avstro-Ogrska)
- 138. pehotni polk (Avstro-Ogrska)
- 139. pehotni polk (Avstro-Ogrska)

## Bosanskohercegovski
- 1. bosanskohercegovski pehotni polk (Avstro-Ogrska)
- 2. bosanskohercegovski pehotni polk (Avstro-Ogrska)
- 3. bosanskohercegovski pehotni polk (Avstro-Ogrska)
- 4. bosanskohercegovski pehotni polk (Avstro-Ogrska)
- 5. bosanskohercegovski pehotni polk (Avstro-Ogrska)
- 6. bosanskohercegovski pehotni polk (Avstro-Ogrska)
- 7. bosanskohercegovski pehotni polk (Avstro-Ogrska)
- 8. bosanskohercegovski pehotni polk (Avstro-Ogrska)

## Cesarski strelci
- 1. cesarskostrelski polk (Avstro-Ogrska)
- 2. cesarskostrelski polk (Avstro-Ogrska)
- 3. cesarskostrelski polk (Avstro-Ogrska)
- 4. cesarskostrelski polk (Avstro-Ogrska)

## Tirolskideželni strelci
- 1. tirolski deželnostrelski polk (Avstro-Ogrska)
- 2. tirolski deželnostrelski polk (Avstro-Ogrska)
- 3. tirolski deželnostrelski polk (Avstro-Ogrska)